# Малгожата Герсдорф
Малгожата Марія Герсдорф (пол. Małgorzata Maria Gersdorf, народилася 22 листопада 1952 року у Варшаві) — польський юрист, фахівець з трудового права, професор юридичних наук, з 2014 року перший голова Верховного суду Польщі у 2018 році голова Державної ради судової системи Польщі.

## Біографія

### Наукова діяльність
У 1975 році закінчила юридичне відділення факультету права і адміністрації Варшавського університету. У 1981 році отримала ступінь доктора юридичних наук і захистила роботу «Укладення трудового договору» (пол. Zawarcie umowy o pracę), а в 2003 році отримала ступінь хабілітованого доктора і захистила роботу «Неплатоспроможність роботодавця в трудовому законодавстві» (пол. Niewypłacalność pracodawcy w prawie pracy). 4 березня 2015 року отримала звання професора юридичних наук.
У 1979 році закінчила аспірантуру, в 1986 році здала державний іспит. З 1975 року професійно пов'язана з Варшавським університетом, доцентом якого стала. В університеті була заступником директора Інституту правових та адміністративних наук у 1992-1993 роках, протягом двох наступних термінів була заступником декана юридичного факультету. У 2005-2008 роках — проректор Варшавського університету. У 2008-2009 роках керувала кафедрою трудового права та дослідженнями у галузі соціального забезпечення на факультеті права і адміністрації. Завідувач кафедри трудового права і соціальної політики на тому ж факультеті.
Автор і співавтор більше 200 наукових публікацій, кількох монографій та численних коментарів до трудового кодексу під редакцією Збігнєва Сальви.

### Професійна діяльність
У 1980-2005 рр. — член руху «Солідарність». У 2003-2005 роках член Законодавчої ради Польщі. Член наукової ради Об'єднаного наукового інституту і загального партнерства, пов'язаного з системою польських кредитних кооперативів.
З 1991 року професійно пов'язана з Верховним судом Польщі. Працювала в Бюро по сертифікації і Бюро досліджень та аналізу Верховного суду. У 2005 році стала юридичним консультантом у Верховному суді. У 2008 році призначена суддею Верховного суду, засідала в Палаті праці, соціального забезпечення і суспільних відносин. У 2014 році стала першою жінкою-першим головою Верховного суду.
23 січня 2018 року стала головою Державної ради судової системи Польщі, змінивши Даріуша Завистовського. 6 березня 2018 року покинула цей пост після того, як депутати від партії «Право і справедливість» і «Kukiz'15» обрали новий склад Державної ради (на підставі нового закону, що дозволяє Сейму обирати суддів).

## Особисте життя
Одружена з Богданом Здзенницьким, суддею Конституційного суду Польщі.